# Eleutherodactylus cochranae
El coquí pitito (Eleutherodactylus cochranae) es una especie de rana nativa de Puerto Rico y de las islas Vírgenes perteneciente a la familia Eleutherodactylidae.